# Lobocraspis griseifusa
Lobocraspis griseifusa is een vlinder uit de familie van de visstaartjes (Nolidae). De wetenschappelijke naam van de soort is voor het eerst geldig gepubliceerd in 1895 door Hampson.
L. griseifusa voedt zich met traanvocht, met name van grote hoefdieren.